# Марлборо (Нью-Гемпшир)
Марлборо (англ. Marlborough) — місто (англ. town) в США, в окрузі Чешир штату Нью-Гемпшир. Населення — 2096 осіб (2020).

## Демографія
Згідно з переписом 2010 року, у місті мешкали 2063 особи в 866 домогосподарствах у складі 565 родин. Було 946 помешкань
Расовий склад населення:
| - 97,0 % — білих - 0,9 % — азіатів - 0,4 % — чорних або афроамериканців |

До двох чи більше рас належало 1,4 %. Частка іспаномовних становила 1,4 % від усіх жителів.
За віковим діапазоном населення розподілялося таким чином: 19,8 % — особи молодші 18 років, 63,6 % — особи у віці 18—64 років, 16,6 % — особи у віці 65 років та старші. Медіана віку мешканця становила 43,9 року. На 100 осіб жіночої статі у місті припадало 95,4 чоловіків;  на 100 жінок у віці від 18 років та старших — 94,2 чоловіків також старших 18 років.
Середній дохід на одне домашнє господарство  становив 77 182 долари США (медіана — 56 689), а середній дохід на одну сім'ю — 97 825 доларів (медіана — 83 875). Медіана доходів становила 54 458 доларів для чоловіків та 38 490 доларів для жінок. За межею бідності перебувало 9,1 % осіб, у тому числі 23,6 % дітей у віці до 18 років та 5,2 % осіб у віці 65 років та старших.
Цивільне працевлаштоване населення становило 1192 особи. Основні галузі зайнятості: освіта, охорона здоров'я та соціальна допомога — 21,6 %, роздрібна торгівля — 19,0 %, виробництво — 15,3 %.